# Thôi Huệ Cảnh
Thôi Huệ Cảnh hay Thôi Tuệ Cảnh (chữ Hán: 崔慧景; 438—500), tự Quân Sơn, người phía đông Vũ Thành, Thanh Hà; là tướng lĩnh nhà Lưu Tống và nhà Nam Tề thời Nam Bắc triều trong lịch sử Trung Quốc.

## Thời Tề Cao Đế, Tề Vũ Đế
Thôi Huệ Cảnh ban đầu là Quốc Tử học sinh, những năm Thái Thủy đời Minh Đế (465 - 472) nhà Lưu Tống, làm quan đến viên ngoại lang, không lâu sau chuyển sang làm Trường Thủy hiệu úy, Ninh sóc tướng quân. Sau này đi theo Tiêu Đạo Thành, trở thành người thân tín. Sau khi Tiêu Đạo Thành bình định Thẩm Du Chi, Thôi Huệ Cảnh làm An Tây tư mã cho Vũ Lăng Vương, Hà Đông thái thú, phòng vệ Thiểm Tây. Năm 479, Thôi Huệ Cảnh làm Trấn Tây tư mã, kiêm tư nghị, thái thú như cũ.
Cùng năm, Tiêu Đạo Thành xưng đế, quốc hiệu là Tề, tức là vua Tề Cao Đế. Thôi Huệ Cảnh được phong làm Nhạc An huyện tử, ăn lộc 300 hộ. Chuyển sang làm Bình Tây Phủ tư mã, Nam Quận nội sử. Lại dời sang làm Nam Man trưởng sử, gia phong làm Phụ Quốc tướng quân, nội sử như cũ.
Năm 479, người Tấn Thọ là Lý Ô Nô và người tộc Đê là Dương Thành cử binh phản Tề, tấn công Lương Châu, bị tướng Tề đánh bại. Năm 480, Lý Ô Nô lại tấn công Lương Châu một lần nữa. Tháng 5, Dự Chương Vương Tiêu Nghi sai Trung binh tham quân Vương Đồ Nam soái binh sĩ Ích Châu từ Kiếm Các đánh úp, lại phong Thôi Huệ Cảnh làm trì tiết, đô đốc việc quân 4 châu Lương, Nam, Bắc Tần và Sa Châu, Tây Nhung hiệu úy, thứ sử 2 châu Lương và Nam Tần, đưa binh sĩ Lương Châu đến đóng ở Bạch Mã, phối hợp với Vương Đồ Nam giáp kích Lý Ô Nô, đại phá được hắn. Lý Ô Nô chạy về giữ Vũ Hưng, nương nhờ Đê Vương Dương Văn Hoằng.
Năm 483, Tề Cao Đế mất, Tề Vũ Đế lên ngôi. Thôi Huệ Cảnh được tiến hiệu là Quán quân tướng quân. Trong thời gian tại nhiệm, ông gom góp tài vật, thu vén châu báu. Năm 485, ông sang làm Hoàng Môn Lang, lính chức Vũ Lâm Giám. Năm 486, ông sang làm Tùy Vương đông trung lang tư mã, gia phong Phụ quốc tướng quân. Sau đó, ông lại ra làm trì tiết, đốc Ti Châu quân sự, Quán quân tướng quân, Ti Châu thứ sử. Thôi Huệ Cảnh mỗi lần thăng tiến, đều bỏ của riêng dâng tặng hoàng đế, lần nào cũng đến vài trăm vạn. Tề Vũ Đế đối với việc làm này của Thôi Huệ Cảnh vô cùng hài lòng, nên gia phong cho ông nhiều hơn. Năm 491, ông đổi sang làm Thái tử tả soái, gia phong thẳng lên làm thường thị. Năm 492, ông dời sang làm Hữu vệ tướng quân, gia phong Cấp sự trung.

## Tham gia chiến tranh Nam Tề - Bắc Ngụy

### Phòng ngự biên cương
Năm 493, quân Bắc Ngụy chuẩn bị đánh Tề. Tề Vũ Đế nghe tin, phong Thôi Huệ Cảnh làm trì tiết, đốc việc quân ở Dự Châu, 2 quận Tây Dương của Dĩnh Châu, Nhữ Nam của Ti Châu, Dự Châu thứ sử, tiến hành phòng bị. Thôi Huệ Cảnh thấy thiếu chủ mới lên ngôi, bèn ngầm liên lạc với Bắc Ngụy, khiến cho triều đình nghi sợ. Bấy giờ Tây Xương hầu Tiêu Loan nắm giữ triều chính, chuẩn bị xưng đế, thấy Thôi Huệ Cảnh là tướng cũ của Cao Đế, Vũ Đế, tỏ ra nghi ngại với ông, nên vào tháng 1 năm 494, phong Tiêu Diễn làm Ninh sóc tướng quân, giữ Thọ Dương. Thôi Huệ Cảnh khiếp sợ, mặc áo trắng ra đón, Tiêu Diễn dùng lời lẽ tốt đẹp mà phủ dụ ông. Năm 495, Thôi Huệ Cảnh được gia phong làm Quán quân tướng quân.
Năm 497, ông dời sang làm độ chi thượng thư, lĩnh chức Thái tử tả soái. Tháng 9 năm ấy, Bắc Ngụy Hiếu Văn Đế Nguyên Hoành đưa quân chia đường đánh Tề. Tháng 12, Tề Minh Đế Tiêu Loan ban chiếu cho Thôi Huệ Cảnh lĩnh 2 vạn quân, 1000 kỵ binh cứu viện Ung Châu, quân và dân ở Ung Châu đều chịu sự tiết chế của ông ta.

### Trận Đặng Thành
Tháng 2 năm 498, sau khi quân Bắc Ngụy chiếm được thành Uyển Bắc, lập tức thừa thắng nam hạ đánh Đặng Thành. Tháng 3, Thôi Huệ Cảnh và Thái tử trung thứ tử Tiêu Diễn thua trận ở Đặng Thành. Thôi Huệ Cảnh lui về Tương Dương , khi ấy Nam Dương, Tân Dã, Nam Hương, Bắc Tương Thành, Tây Nhữ Nam cùng Bắc Nghĩa Dương quận đã bị phá. Thôi Huệ Cảnh, Tiêu Diễn và quân chủ Lưu Sơn Dương, Phó Pháp Hiến đưa 5000 quân quay lại Đặng Thành, hơn vạn kỵ binh Ngụy bất ngờ đuổi đánh họ, quân Tề lập tức lên thành chống cự. Hôm ấy, quân Tề chỉ ăn được một bữa sáng, trang bị gọn nhẹ để rút lui. Vì vậy mọi người vừa đói vừa sợ. Tiêu Diễn tính kế ra đánh, Thôi Huệ Cảnh nói: "Giặc không thể vây thành ban đêm, đến chiều tối phải tự bỏ đi vậy" Không như suy đoán đó, đại quân Bắc Ngụy nối nhau đuổi đến dưới thành. Thôi Huệ Cảnh coi giữ cửa nam, vào lúc quân Ngụy đến gần, bèn bí mật mở cửa thành chạy trốn, các tướng lĩnh khác của quân Tề cũng không hỗ trợ, liên hệ gì với nhau, đều tự rút quân, quân Ngụy từ cửa bắc tiến vào thành. Chỉ có tướng Tề là Lưu Sơn Dương đưa hơn trăm người gắng sức chiến đấu, một mặt chống cự, một mặt rút lui. Cuối cùng quân Ngụy cũng hạ được Đặng Thành. Quân Tề khiếp sợ, ngay chiều hôm ấy lên thuyền chạy về Tương Dương.
Cùng năm, Tề Vũ đế qua đời, Đông Hôn Hầu Tiêu Bảo Quyển lên ngôi. Thôi Huệ Cảnh đổi sang lĩnh chức Hữu Vệ tướng quân, Bình Bắc tướng quân, giả tiết như cũ.

### Trận Mã Quyển
Năm 499, Thôi Huệ Cảnh theo thái úy Trần Hiển Đạt tiến công Bắc Ngụy, mưu đồ lấy lại 5 quận của Ung Châu đã bị Bắc Ngụy đánh chiếm. Tháng 2, Trần Hiển Đạt lĩnh bình cùng Tiền tướng quân Nguyên Anh nhà Bắc Ngụy giao chiến, luôn giành được thắng lợi, rồi vây thành Mã Quyển, trải qua 40 ngày. Trong thành không còn lương thực, quân giữ thành vừa đói vừa mệt, phải ăn thịt người chết và cây cỏ. Quân Ngụy buộc phải phá vây mà chạy, bị bắt bị giết cả thảy hơn ngàn. Quân Nam Tề vào thành. Trần Hiển Đạt phái quân chủ Trang Khâu Hắc tấn công Nam Hương, lấy được thành ấy.
Tháng 3, Ngụy Đế từ Lạc Dương xuất phát, lĩnh binh thân chinh đánh Trần Hiển Đạt, tiến đến Lương Thành. Bấy giờ, Thôi Huệ Cảnh lĩnh tấn công Thuận Dương. Thái thú Thuận Dương là Trương Liệt gắng sức cố thủ. Ngụy Đế phái Chấn Uy tướng quân Mộ Dung Bình Thành đưa 5000 kị binh đến tăng viện Thuận Dương. Cùng tháng, Ngụy Đế đến được thành Mã Quyển, ở bờ tây Quân Thủy đánh bại Trần Hiển Đạt. Hiển Đạt chạy về Kiến Khang, sĩ tốt thương vong hơn 3 vạn người. Vì vậy Thôi Huệ Cảnh buộc phải lui quân khỏi Thuận Dương. Thôi Huệ Cảnh dời sang làm Hộ quân tướng quân, gia phong Thị trung.

## Tham gia dẹp loạn
Sau khi Trần Hiển Đạt thua trận trở về, được điều đi làm Giang Châu thứ sử. Bấy giờ Hiển Đạt nghe nói vua mới hay giết hại đại thần, còn sắp sửa phái binh tập kích Giang Châu. Tháng 11, Hiển Đạt khởi binh ở Tầm Dương, kể tội vua Tề, kêu gọi ủng hộ Tiêu Bảo Dần lên ngôi. Vua Tề tức thì ban chiếu cho Thôi Huệ Cảnh làm Bình Nam tướng quân, soái các lộ quân đi về phía tây chinh thảo. Khi ấy Phụ Quốc tướng quân Từ Thế Biểu chuyên quyền nắm giữ hiệu lệnh, vì vậy quân của Thôi Huệ Cảnh chỉ là dự bị mà thôi.
Tháng 1 năm 500, Dự Châu thứ sử Bùi Thúc Nghiệp cũng vì Tiêu Bảo Quyển không ngừng giết hại đại thần, sợ hãi không yên, lại thêm vào lúc Trần Hiển Đạt làm phản, Thúc Nghiệp cho quân đến cứu viện, thực ra là muốn bắt cá hai tay, triều đình đâm ra nghi ngờ ông ta. Bùi Thúc Nghiệp cân nhắc tới lui, rồi đem Thọ Dương đầu hàng Bắc Ngụy. Bắc Ngụy phái Bành Thành vương Nguyên Hiệp, Xa kị tướng quân Vương Túc soái bộ kị 10 vạn tới Thọ Dương tiếp ứng Bùi Thúc Nghiệp. Vua Tề nghe tin Bùi Thúc Nghiệp hàng Ngụy, lập tức hạ lệnh đánh dẹp. Viện binh của Bắc Ngụy còn chưa vượt qua sông Hoài, Bùi Thúc Nghiệp đã mất vì bệnh. Sau khi Hề Khang Sinh đến nơi, lập tức tiếp quản Thọ Dương.
Tháng 3, vua Tề ban chiếu cho Thôi Huệ Cảnh làm Bình Tây tướng quân, giả tiết, thị trung, hộ quân như cũ, soái thủy quân, Vệ úy Tiêu Ý làm Dự Châu thứ sử, soái lục quân thảo phạt Thọ Dương. Đại quân đóng ở bên ngoài thành Bạch Hạ.

## Phản Tề

### Thoát khỏi kinh thành
Thôi Huệ Cảnh thấy cựu thần bị giết sạch, tự thấy bản thân tuổi cao chức trọng, càng ngày càng lo sợ không yên, dần dần có ý muốn làm phản.
Khi đại quân thảo phạt Thọ Dương sắp lên đường, vừa lúc Tiêu Bảo Quyển đang xuất du ở thành Bạch Hạ, bèn triệu Thôi Huệ Cảnh một ngựa vào thành. May mắn là khi tiếp kiến, Tiêu Bảo Quyển chỉ nói vài lời phủ dụ, Thôi Huệ Cảnh vội vàng vái lạy từ biệt, ra khỏi thành thì lưng ông đã đẫm mồ hôi. Về nơi đóng quân, Thôi Huệ Cảnh mới dám cởi lòng, nói với tả hữu rằng: 
"Chuyến này thật là nguy hiểm, bây giờ nghĩ lại, ta vẫn còn sợ!"
Con trai của Thôi Huệ Cảnh là Trực Các tướng quân Thôi Giác vào lúc đưa tiễn đại quân lên đường, đã cùng ông bàn bạc. Khoảng tháng 4, khi đại quân đã đến Quảng Lăng, Thôi Giác lập tức trốn khỏi kinh sư, chạy đến Quảng Lăng, cha con gặp nhau ở đó.

### Khởi sự Quảng Lăng
Thôi Huệ Cảnh thấy cha con mình đã thoát khỏi kinh thành, vô cùng cao hứng. Ông soái quân đi khỏi Quảng Lăng hơn 10 dặm, lập tức triệu tập các quân chủ mở hội nghị, nói: 
"Tôi chịu hậu ân của 3 đời vua, muốn đem hết sức mình báo đáp xã tắc. Nay ấu chủ hôn ám, triều đình bại hoại, nguy cơ chỉ sớm tối, nếu không phù trợ, tội vạ nặng nề. Ta muốn cùng các anh lập nên đại công, giữ yên xã tắc, các anh thấy thế nào?"
Mọi người đều hưởng ứng. Đại quân quay đầu, trở lại Quảng Lăng, tiến công Kiến Khang.

### Trận Tương Sơn
Tề Đế Tiêu Bảo Quyển nghe tin Thôi Huệ Cảnh khởi sự, lập tức phong Tả Hưng Thịnh làm Hữu Vệ tướng quân, lĩnh binh thảo phạt Thôi Huệ Cảnh. Thôi Huệ Cảnh lưu lại Quảng Lăng đôi ba ngày, rồi mới soái quân vượt sông tiến xuống Giang Nam. Giang Hạ Vương Tiêu Bảo Huyền hưởng ứng Thôi Huệ Cảnh, hợp binh lực 2 trấn tương trợ. Thôi Huệ Cảnh liền tôn Tiêu Bảo Huyền làm chủ. Lúc này, Tiêu Bảo Quyển phái mã quân chủ Thích Bình, hoàng cung ngoại giám Hoàng Lâm Phu đi trước đến Kinh Khẩu hiệp lực phòng ngự, nhằm ngăn trở Thôi Huệ Cảnh tiến công Kiến Khang. Ngày 15, tháng 3, Tiêu Bảo Quyển phái Trung lĩnh quân Vương Oánh soái lĩnh các cánh quân ở Hồ Đầu xây đắp thành bảo, liên kết cánh quân đóng ở chân núi phía tây Tương Sơn, cả thảy hơn vạn người để chống lại Thôi Huệ Cảnh. Quân của Thôi Huệ Cảnh đến Tra Hình, người đắp đê là Vạn Phó Nhân hiến kế rằng:
"Nay đường bằng bị đài quân cắt đứt, không thể tiến lên. Tương Sơn có một con đường nhỏ thông đến Kiến Khang, chính là xuất kì bất ý vậy!"
Thôi Huệ Cảnh nghe lời ấy, nên phái 1000 sĩ tốt men theo đường nhỏ của Tương Sơn, từ chân núi phía tây nhân đêm tối tấn công. Quân triều đình kinh hãi, chạy trốn khắp nơi. Vua Tề lại sai Tả Hưng Thịnh đưa 3 vạn quân chống cự với Thôi Huệ Cảnh ở cửa Bắc Li. Tả Hưng Thịnh chưa đánh đã bỏ chạy.

### Bao vây Kiến Khang
Không lâu sau, Thôi Huệ Cảnh tiến vào Nhạc Du Uyển, bao vây cung thành, các nơi Thạch Đầu, Bạch Hạ, Tân Đình, quân Tề chưa đánh đã trốn mất. Vào lúc Tả Hưng Thịnh rút lui, không có cách nào để vào cung, bèn trốn vào một con thuyền chở cỏ lau trên bến sông Hoài, bị Thôi Huệ Cảnh bắt được, mang ra chém đầu. Người ở kinh thành vô cùng hoảng sợ, Thôi Huệ Cảnh lại tuyên đọc lệnh của Phụng Đức thái hậu, phế Tiêu Bảo Quyển xuống làm Ngô Vương.
Lúc này, Thôi Giác cùng Thôi Cung Tổ tranh công, Thôi Huệ Cảnh không thể quyết định. Thôi Cung Tổ lại khuyên Thôi Huệ Cảnh dùng lửa đốt lầu Bắc Dịch, nhưng Thôi Huệ Cảnh thấy đại sự đã định, nên không đồng ý. Thôi Huệ Cảnh là người hay nói đạo nghĩa, lại thêm hiểu biết phật lý, đối với mọi người thường cao đàm khoát luận, khiến Thôi Cung Tổ trong lòng ngầm oán vọng. Đồng thời, Tề Đế Tiêu Bảo Quyển phái mật sứ ban chiếu cho Tiêu Ý đang đóng quân ở Tiểu Hiện đưa quân về cứu kinh sư. Tiêu Ý lĩnh hơn ngàn người từ Thái Thạch, vượt sông lên bờ, đến được Việt Thành. Ban đầu, Thôi Cung Tổ khuyên Thôi Huệ Cảnh sai 2000 người chặn quân ở bờ tây, lệnh không được vượt sông. Nhưng Thôi Huệ Cảnh lấy lý do rằng: thành sớm muộn sẽ hàng, ngoại viện ắt sẽ tan đi, mà không đồng ý. Bây giờ, Thôi Cung Tổ xin đánh, Thôi Huệ Cảnh cũng không cho phép, chỉ sai Thôi Giác lĩnh tinh binh hơn ngàn người vượt bờ nam, nhưng bị thua to trở về, hơn 2000 người chết đuối. Khi ấy Thôi Cung Tổ cướp được một nữ kĩ ở đông cung lại bị Thôi Giác giành mất, Thôi Cung Tổ vừa buồn vừa giận, nên đúng vào lúc nguy nan, đã cùng với kiêu tướng Lưu Linh Vận hàng Tề, sĩ khí của quân Thôi Huệ Cảnh hoàn toàn bị bẻ gãy.

### Kết cục
Ngày 17 tháng 5 năm 500, Thôi Huệ Cảnh thấy đại thế đã mất, đành lĩnh một số thị tòng lặng lẽ trốn khỏi đại doanh. Trên đường, thị tòng đều bỏ trốn, Thôi Huệ Cảnh một ngựa chạy đến Giải Phổ, bị dân chài giết chết, khi đó được 63 tuổi. Người dân chài đặt đầu ông vào một cái giỏ đựng cá trạch, đưa đến kinh thành Kiến Khang.
Thôi Huệ Cảnh cử binh bao vây kinh thành 12 ngày, nhưng về sau vì ông chỉ huy không tốt, cuối cùng bị quân triều đình đánh bại.